# Hollán Sándor (államtitkár, 1873–1919)

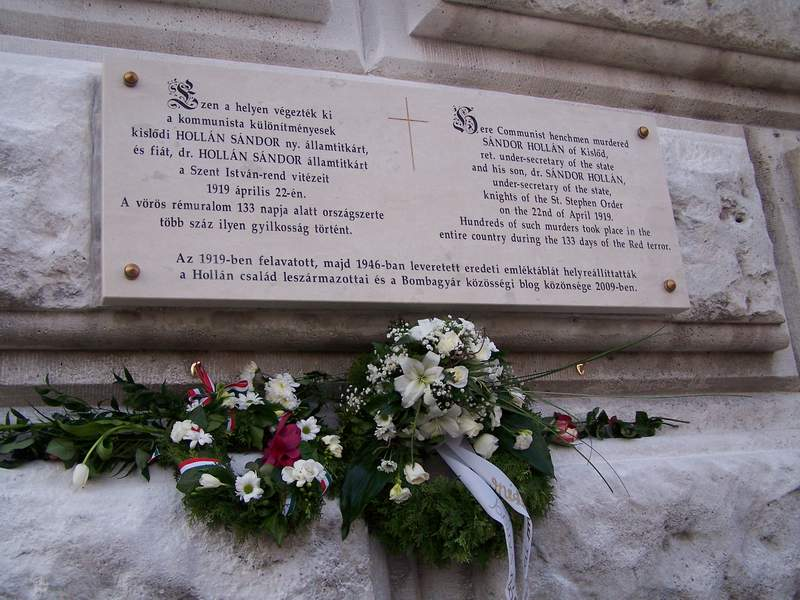
Emléktáblája a Lánchídon (2009)

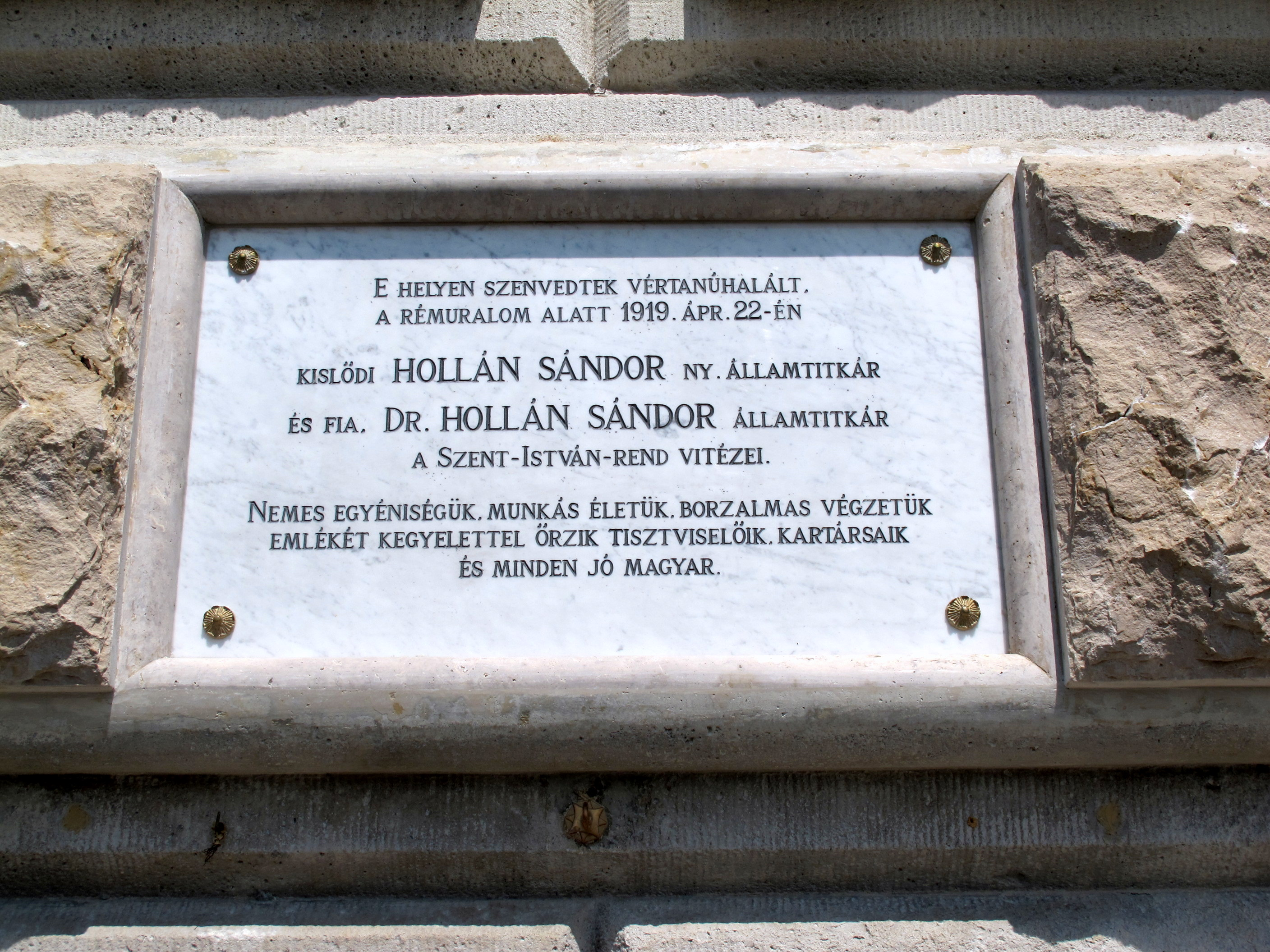
Az új emléktábla a Lánchíd pillérén (2011)

Ifjabb kislődi Hollán Sándor (Hollán Sándor József, Budapest, Tabán, 1873. október 6. – Budapest, 1919. április 23.) államtitkár[forrás?], a MÁV igazgatója, a vörösterror egyik első áldozata.

## Családja
Édesapja id. Hollán Sándor, édesanyja Szalay Róza. Felesége a székesfehérvári születésű Kolossváry Mária, nagyapja Hollán Adolf.

## Élete
A Tabáni Plébánián keresztelték 1873. október 25-én, keresztapja Szlávy József, az akkori miniszterelnök volt. Jogi tanulmányait a lipcsei és hallei egyetemeken végezte, doktori oklevelet a Budapesti Egyetemen szerzett. A kereskedelemügyi minisztériumban kezdte pályafutását. 1895. január 31-én segédfogalmazói címet nyert. 1910-ben miniszteri tanácsosi címmel kinevezték a MÁV igazgatójává.

## Halála
A Tanácsköztársaság idején a vörösterror egyik első áldozata lett. Apjával, idősebb Hollán Sándor volt államtitkárral együtt 1919. április 22-éről 23-ára virradó éjjelen hurcolták el Pauler utcai lakásukból a Vörös Őrség Lázár Andor Endre által vezetett különítményesei, majd a Lánchídon hátulról mindkettejüket fejbelőtték, és holttestüket a Dunába lökték.
Fiai, Sándor és Ernő, valamint özvegye és édesanyja sokáig a vörös aparatcsikok hazugság-útvesztőiben bolyongva, csak a kommün bukása után tudták meg a borzalmas valóságot. Öt unokája és tíz dédunokája a világ távoli zugaiban él Párizstól Mexikóig.

## Emlékezete
Emlékére tisztelői 1919 novemberében  díszes fehér márványtáblát helyeztek a Lánchíd budai pilléreinek falába, a következő felirattal:
E helyen szenvedtek vértanúhalált a rémuralom alatt 1919. április 22-én kislődi Hollán Sándor ny. államtitkár és fia, dr. Hollán Sándor államtitkár, a Szent-István-rend vitézei. Nemes egyéniségük, munkás életük, borzalmas végzetük emlékét kegyelettel őrzik tisztviselőik, kartársaik és minden jó magyar.
A táblát 1946-ban, a Lánchíd háború utáni újjáépítésekor megsemmisítették, olvashatatlanná tették. A Bombagyár közösségi blog 2008 nyarán gyűjtést indított a helyreállítására. Bár a Fővárosi Önkormányzat mint a híd tulajdonosa 2004 és 2009 között nem támogatta a tábla felújítását, az Akadémia Történeti Bizottsága pedig dodonai „szakvéleményével” próbálta elodázni, a közösség mégis elkészíttette, elhelyezte, s szerény ünnepség keretében, 2009. március 21-én felavatta. A család ma élő tagjai köszönetüket nyilvánították. A táblát vélhetően politikai motivációtól hajtva ismeretlenek előbb vörös festékkel leöntötték, majd 2009. október 15-én megrongálták és végül ellopták. 2011. április 22-én avatták fel az újabb, jelenlegi emléktáblát.